# Carl Philipp von Venningen
Carl Philipp von Venningen (Mannheim, 1728 – Eichtersheim, 27 agosto 1797) è stato un nobile, politico e giudice tedesco.

## Biografia
Carl Philipp von Venningen proveniva dal ramo cattolico della nobile famiglia palatina dei Venningen. Suo nonno Johann Augustin von Venningen († 1713) si era convertito al cattolicesimo per primo mentre suo fratello, il tenente generale Eberhard Friedrich von Venningen (1642-1710), era rimasto di fede protestante. Carl Philipp von Venningen era figlio di Carl Ferdinand von Venningen (1693–1731) e di sua moglie, Elisabeth Claudia von Reichenstein. Tramite sua sorella Maria Anna, fu zio del generale prussiano Franz Ludwig von Hatzfeldt.
Carl Philipp von Venningen era l'unico discendente maschio dei Venningen, poiché tutte le altre linee familiari nella linea maschile erano nel tempo venute meno, e pertanto quando suo padre morì prematuramente assunse le redini della gestione della famiglia. Carl Philipp ereditò l'intera tenuta di famiglia all'età di 3 anni con sua madre quale sua tutrice legale. La madre, nel 1743, si risposò con Christoph Philipp von Erthal, ufficiale giudiziario a Magonza che già aveva dei figli, tra i quali i futuri principi-vescovi Friedrich Karl Joseph von Erthal e Franz Ludwig von Erthal. Secondo le ricerche condotte dal ricercatore locale Karlheinz Bartels, una delle sorelle adottive di Carl Philipp, Elizabeth Claudia von Erthal, fu tra le figure che ispirarono la figura della strega nella favola di Biancaneve.
Dopo aver compiuto gli studi di giurisprudenza, Carl Philipp venne promosso giudice di camera e poi di corte a Mannheim e nel 1750 divenne consigliere dell'elettorato palatino con seggio e diritto di voto. Venne poi ammesso quale giudice d'appello presso la corte di Mannheim, divenendo infine nel 1765 governatore regionale. Nello stesso anno divenne anche ufficiale giudiziario anziano e membro del consiglio distrettuale di Kreuznach. Visse perlopiù nel suo palazzo di Eichtersheim e nel suo palazzo cittadino di Mannheim. Dal 1786 al 1796, fu rettore dell'Università di Heidelberg. Nel 1791 Carl Philipp von Venningen vendette il suo palazzo a Mannheim e negli anni successivi si ritirò gradualmente a vita privata ad Eichtersheim, dove dal 1782 avviò anche la ricostruzione della chiesa locale. Acquistò inoltre il castello di Agnestal vicino Zuzenhausen, dopo aver completato il castello di Eschelbronn presso Sinsheim.
Carl Philipp von Venningen morì il 27 agosto 1797 e venne sepolto nella cripta della cappella del castello di Eichtersheim.

## Matrimonio e figli
Nel 1750 Carl Philipp sposò Maria Anna von Hutten zu Stolzenberg († 1781), pronipote del principe vescovo di Spira e cardinale Franz Christoph von Hutten zu Stolzenberg. Tra il 1751 ed il 1767, la coppia ebbe in tutto dodici figli. Uno dei suoi figli, Franz Anton (1763–1799), fondò una linea ad Eichtersheim che si estinse nel 1907, mentre suo figlio Friedrich Anton (1765–1832) fondò la linea di Grombach che esiste ancora oggi.